# Radio Life Channel
Radio Life Channel ist das Radioprogramm des christlichen Medienunternehmens ERF Medien in Pfäffikon (Kanton Zürich) in der Schweiz. Radio Life Channel ging als erster "christliche 24-Stunden-Radiosender" der Schweiz 2005 auf Sendung.

## Geschichte
Am 1. Oktober 2005 startete Radio Life Channel als erstes christliches Radioprogramm der Schweiz in die Radiolandschaft. Der Sender wird vom spendenbasierten Medienunternehmen ERF betrieben.
Im September 2021 übergab der langjährige Leiter Hansjörg Keller die Programmleitung an Michelle Boss und Simon Müller, die beide seit den Anfängen des Radiosenders Teil des Life-Channel-Teams sind. Damit wurden sie neu auch zu Mitgliedern der Geschäftsleitung von ERF-Medien. Während Boss schwerpunktmässig als Programmchefin tätig ist und den Sender somit vor allem inhaltstechnisch leitet, verantwortet Müller die gesamtheitliche sowie organisatorische Leitungsfunktion und ist weiterhin für den Musikbereich zuständig.

## Programm
Radio Life Channel bildet ab, wie Gott von den Menschen erlebt wird und wie sie ihren Alltag durch Grundsätze aus der Bibel gestalten. Das Programm konzentriert sich daher auf werteorientierte Inhalte und richtet sich als sprachregionales Radio an Hörer zwischen 30 und 50 Jahren. Die Sendungen unter dem Motto „Radio fürs Läbä“ behandeln Lebens- und Glaubensfragen und beinhalten Reportagen, Berichte und Infosendungen zu aktuellen Anlässen und Ereignissen. Zudem gehören auch vertiefende thematische Gesprächssendungen zum Programm, wie beispielsweise der 2018 ins Leben gerufene Life Channel Talk. Stand 2010 wurden im Studio in Pfäffikon ZH jährlich über 2000 Gäste interviewt. Die nationalen und internationalen Nachrichten zur vollen Stunde werden von Radio SRF produziert.
Das Musikspektrum orientiert sich am Mainstream der Genres Pop/Rock, fokussiert auf Werke aus der Feder von aktuellen christlichen Musikschaffenden.
Wie es für manche eine (vor-)weihnachtliche Tradition ist, gehört in der Adventszeit auch das Vorlesen von Weihnachtsgeschichten zum Life-Channel-Programm. Die Geschichten sind in der "Sprache von heute" verfasst, um sicherzustellen, dass sich die Menschen des 21. Jahrhunderts davon angesprochen fühlen und die Erzählungen auch weitergeben.

## Empfang
Radio Life Channel war in der Startphase unter den ersten Radiosendern, die ihre Programme via DAB zur Verfügung stellten.
Das Programm ist in der deutschsprachigen Schweiz über DAB+, Internet, Kabel und Swisscom-TV empfangbar. Die Satelliten-Ausstrahlung auf ASTRA 19,2° Ost wurde am 30. Juni 2019 beendet. In Schweizer Privatradios werden zudem Beiträge aus der Redaktion von Radio Life Channel ausgestrahlt. Daneben gibt es auf der Website des Senders ein Podcastangebot.
Reichweite
Stand 2016 wurden schweizweit täglich fast 40'000 Hörer erreicht.